# 薩克斯比修復
薩克斯比修復（英語：Saxbe fix），或稱為工资回退（salary rollback），是規避美国宪法「無資格條款」的方法。该條款禁止总统任命国会议员担任在該議員任期内設立或提升待遇的職位。1909年国会的一项法案首次使用了這套方法，将國務卿的薪酬回退到菲兰德·C·诺克斯就任該屆參議員前的金額，以順利就任國務卿。
制憲會議中，詹姆斯·麥迪遜爲防止道德衝突，提出了避嫌的機制。經過開國元勳的討論，該想法成爲了憲法中的「無資格條款」。歷史上，人們採取了許多手段來規避或遵守這些限制，包括提名其他人選、等待至被提名人的議員任期屆滿、完全無視該條款，或將薪酬減至被提名人就職前的水平。其中，將薪酬回退至被提名人就職前水平的程序以參議員威廉·薩克斯比之姓氏命名為「薩克斯比修復」。雖然這方法並未被普遍接受，但針對薩克斯比的解決方案其後成為美國兩黨總統委任美國國會現任議員加入內閣的一個解決辦法。
在巴拉克·歐巴馬之前，曾有四次針對被提名人的工資回退。其中，前兩次涉及共和黨總統當選人威廉·霍華德·塔虎脫和理查·尼克森的內閣人選，後兩次則是針對民主黨總統當選人吉米·卡特和比爾·柯林頓所的人選所實施的。國會在奧巴馬就任總統前幾周又批准了兩項工資回退法案，為他指定的內閣人選做准備。自20世紀80年代以來，薩克斯比修復是只針對個案的。該條款在學術界或司法界受到的關注相對較少，而現在稀少的爭論主要集中在討論回退薪資是否符合憲法中的 「無資格條款」。

## 背景

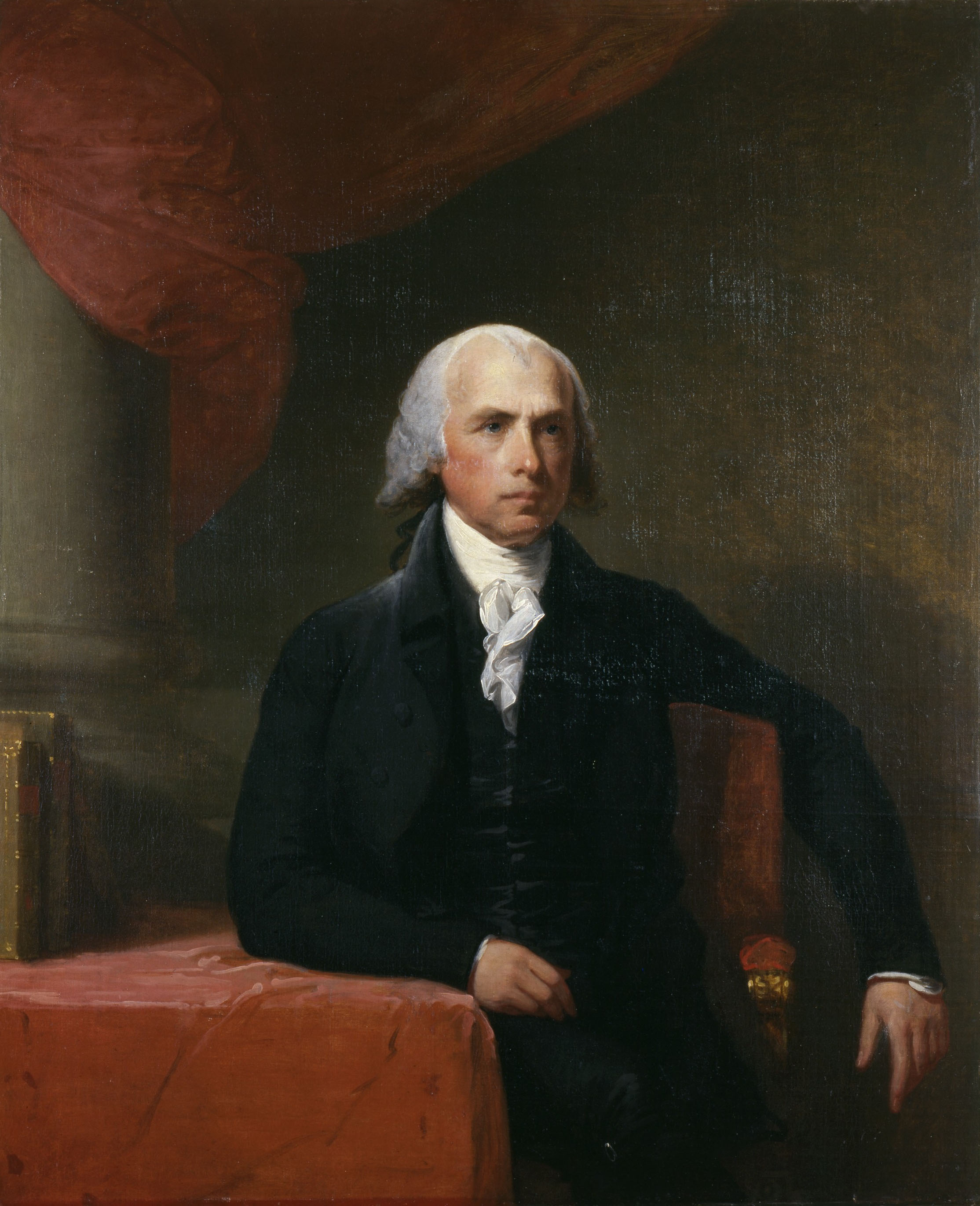
詹姆斯·麥迪遜设想的伦理冲突，后来催生了薩克斯比修復

詹姆斯·麥迪遜於其費城會議之筆記中表示，他担心国会议员会创造新的联邦工作岗位，或者提高现有工作岗位的工资，然后将这些工作岗位占为己有。他写道，为个人利益而不必要地设立职位和增加薪水的腐败立法行为，是他最担心的问题之一。 麥迪遜最初提出对这种限制的期限為議員任期結束後的一年。然而，內森尼爾·哥爾漢姆、詹姆斯·威爾遜和亞歷山大·漢彌爾頓等人则希望在国会議員任期结束後完全没有任何限制。最终，麦迪逊提出了一个方案：「由於議員在立法机关时可能会设立或增加职位，因此任何聯邦職務都不应该由议员所擔任。」；这引起了广泛的辩论。
美国宪法第1条第6款第2项禁止國會的「自我交易」立法，其目的在於保證政府各部门間的 「分权」。代表们取消了对国会议员担任州政府职务的禁令，理由是有时允许担任州政府职务會符合国家的最佳利益。從前在英国议会中出现的腐败现象，是宪法制定者在辩论时考虑的因素之一。该条款仅限于「文职职位」，以便不限制兵役。而作为历史传统，薩克斯比修復被认为足以消除 「无资格条款」所規定的不合格性。

## 歷史
早在1793年，條款就已经阻礙了任命案。1793年2月27日，在大法官托托馬斯·約翰遜辞职后，喬治·華盛頓总统试图任命威廉·帕特森为最高法院大法官。然而，正在担任新泽西州州长的帕特森此前已被选为参议院议员，任期将于1793年3月4日届满。华盛顿總統撤回了提名，并延期至3月4日，即帕特森的參議員任期届满时再行提名。

### 19世紀
西元1882年，時任司法部長的正式意见认为，由於该条款是针对议员的任期而言的，而即便议员辞职，该任期仍然存在，因此自議員辞职依然不能使總統任命其擔任有於其任內提升待遇之聯邦职务。
因此，即使前爱荷华州州长塞繆爾·柯克伍德辞去了任期到1883年3月才屆滿的参议员席位，他仍然没有资格被任命为美国关税专员。
1896年，财政部主计长事后认定，前参议员馬修·蘭森擔任驻墨西哥大使的任命无效，因为在蘭森的參議員任期内，该职务的待遇曾有增加；这一迟来的发现使得蘭森不能领取工资。

### 20世紀
西元1909年，總統當選人塔夫脱宣布將提名參議员菲蘭德·C·諾克斯擔任国务卿。宣布后不久，该条款出现的问题让相关人员大吃一驚：諾克斯的參議員任期要到西元1911年才结束，而在该任期内，国会曾通過增加國務卿薪酬的法案。 對此，国会议员讨论了是否應恢复所有美国内阁成员的工资，在眾议院司法委员会的建议下，參議院通过了一项法案，只把国务卿的工资降到諾克斯參議員任期开始前的水平，认为这样就能解决这个问题。但美国众议院的反对声更多，同样的措施未能获得所需的三分之二票数，而这一操作通常只适用于没有争议的任命，在采用不同的程序规则后，该法案以173-115通过，罗斯福总统随后签署了该法案。 3月4日，第一次薩克斯比法案生效，国务卿的工资（但不包括其他内阁成员的工资）从1.2万美元恢复到8000美元。3月5日，参议院確認了塔夫脱提名的所有内阁人员，3月6日，诺克斯上任。
1922年，当参议员威廉·S·肯楊获准接受沃倫·哈定總統提名担任聯邦第八巡迴法院的巡迴法官时，「無資格條款」的適用得到了进一步的界定。 時任司法部长哈里·M·多爾蒂所給出的结论是，該事件並無違法，因为该职位薪酬的增加发生在肯楊获提名时的參議員任期之前。 （多爾蒂的意见后来在柯林頓政府提名比爾·李察遜担任駐联合国大使时再度被提起。）
尼克森政府在第一年就透過手段迴避了 「无资格条款」──他任命众议员唐納德·倫斯斐为经济办公室主任。虽然在唐納德作為議員的任职期间，该办公室的工资已经提高到42500美元，依照憲法，他並沒有就任該職務的權利。但唐納德并未因此而沒有獲得任命──唐納德是以同样的42,500美元的薪資兼任总统助理，这个職位不在该条款所限制的范围内。
1973年10月20日，埃利奧特·理查森（Elliot Lee Richardson）辞去了其司法部長的職務，尼克森于11月1日提名了薩克斯比作為新任的司法部長。尽管時值水门事件，但尼克森仍然認為参议院会通過其任命案。
与诺克斯事件一样，在宣布提名后，该条款的复杂性让薩克斯比和尼克森政府都感到意外。 1973年11月初，尼克松要求将司法部長的薪酬降低至1969年以前的水平，以作为对该问题的补救措施。 参议院司法委员会就如何正确解释 「无资格条款 」举行了几天的听证会。
宪法学教授们对該补救措施是否符合宪法提出了相互矛盾的意见，参议院随后根据代理司法部长羅伯特·博克的建议采取行动，颁布了H.R.11710（Pub.L.93-178） （页面存档备份，存于），将司法部长的薪酬降至1969年以前的水平，並認為如此就能解决无资格问题。此舉受到参议院司法委员会的严厉批评。
由於憲法問題並未佔主導地位，該法案在眾議院不像其於參議院那樣引起廣泛爭議，但該法案還面臨其他程序障礙。12月10日，尼克松正式提出了薩克斯比的提名案，司法委員會於12月13日批准了薩克斯比的任命案，參議院於12月17日以75-10票通過了該任命案，但十名民主黨參議員對於其合憲性表示關切。薩克斯比直到1974年1月4日才辭職。因為該條款明確禁止同時服務於國會及聯邦政府，這延遲了他作為內閣成員的時程表。薩克斯比後來寫道，儘管他需要失去額外薪水（作為參議員，他每年可賺42,500美元） ，他仍然願意擔任聯邦職務。在他上任幾個月後，最高法院裁定該程序違憲，他需要償還已經獲得的工資。
隨後, 吉米·卡特在任命埃德蒙·馬斯基為其國務卿時，成為了第一個使用此方法來進行聯邦職務任命的民主黨籍總統。 賽勒斯·范錫於1980年4月28日辭職。卡特於隔日提名了馬斯基，而隨後參議院以94–27通過其任命案。
最高法院大法官路易斯·鮑威爾於1987年退休後，羅納德·雷根總統考慮提名奧爾林·哈奇參議員以填補其席位。但是在他任職議員期間，國會已經對大法官之待遇有所提升。儘管不清楚「無資格條款」問題該任命案中的作用力，1987年7月，哈奇被提名。兩個月後，助理司法部長奧林·哈奇在書面意見中拒絕了薩克斯比修復方案，認為該解決方案無法解決不合格條款問題（後來提名被參議院否決，該席位最終由安東尼·肯尼迪擔任。）

### 21世紀
2008年，随着参议员希拉蕊·柯林頓是否成為总统當選人巴拉克·歐巴馬的首任国务卿人選的猜测，「薩克斯比修復」一词重新进入公眾視野，2008年12月1日，奥巴马确认提名克林顿。 從她2007年1月3日開始的參議員就職期间，美国國務卿工资从18.6萬美元增加到2008年1月的19.1萬美元，2009年1月又增加到19.6萬美元。
如果國會沒有將國務卿薪資調整回其就任前的數字，柯林頓将没有资格成為國務卿，直到2013年1月美国第112届国会结束时，也就是奥巴马該任期即将结束时。2008年12月10日，参议院以一致同意的方式通过了薩克斯比修复立法，将国务卿的工资降回2007年1月1日的18.6万美元。布希总统于12月19日将该决议簽署使其成為正式法律，取消了希拉蕊在2007年1月3日至2013年1月3日的参议院任期内已经或将要增加的所有薪酬。
保守派民間團體「司法观察」在總統提名后向媒體表示，认为該法案違憲，並認為希拉蕊最早要到2013年才能出任国务卿一職，隨後更表示可能会通过诉讼来阻止希拉蕊的上任。2009年1月29日，也就是希拉蕊宣誓就职一周后，国务院雇员大卫·罗德梅尔（David Rodearmel）向美国哥伦比亚特区地方法院提起诉讼，訴狀宣称，希拉蕊「在宪法上没有资格 」担任国务卿，不能强迫罗德梅尔在她手下任职，因为这将违反他在1991年成為美國官員時的誓言，即对美国憲法「忠诚和效忠」。2月6日，一个由三名法官组成的合议庭開始审理此案。5月20日，奥巴马政府法律顾问办公室向法院提交了一份意见书，称克林顿的任命并不违反憲法。2009年10月30日，地方法院驳回了此案，並表示「由于罗德梅尔未能證明希拉蕊采取了任何使他權利受到侵害的行，因此他不属于《国务卿薪酬法》所保护的『利益区』」。
内政部長被提名人肯·薩拉查参议员也需要国会通過薩克斯比修復法案以合法就任。2009年1月6日S.J.Res.3 （页面存档备份，存于）决议将内政部长的工资條回到2005年1月1日的水平。该法案由参议院多数党领袖哈利·瑞德於2009年1月6日提出，并成为第111届国会颁布的第一部法律。

## 合法性
随着时间的推移，薩克斯比修復在政治上已经没有争议了。民主党和共和党政府都使用过该方法，事实上，共和党卸任总统老布希曾帮助民主党新任总统比爾·柯林頓执行该修復法，在克林顿就职前夕将該修正法签署为法律。为奥巴马内阁所制定的修復方案在众议院和参议院都没有经过修改就一致通过了，即将离任的共和党总统喬治·沃克·布希将為希拉蕊·柯林頓和肯·薩拉查所制定的薩克斯比修復方案签署为新任奥巴马政府的法律。
然而，该作法的合宪性一直备受争议，美国最高法院从未直接对此作出裁决。其中一種对该条款的批判，著重於研究「不合格條款」所使用的文字。「任何参议员或众议员在其当选期间，不得被任命担任美国权力机构下的在该期间设立的，或其薪酬是在该期间增加的……。」在过去的争论中，所有的作法都有争议。「历史上，受該條款所規範的對象一直都有明確的定論：所有的学者都认为该条款专指所有的国会议员。该条款使用了动词 「当选（elected）」。如果一名已辭職的参议员在任期届满前接受了联邦职位的提名，这會是一个有疑慮的行為。
「在其当选期间 」一語未曾有過爭議。约瑟夫·斯托里大法官在其《美国宪法评注》中闡述到，該條款在議員的当选任期结束时即告失效，大眾普遍接受此說法。 另一个案例是在1969年，当时新连任的众议员梅爾文·萊爾德是总统當選人尼克森的国防部长人选，而国会有望在新任期内提高内阁成员的薪酬。 司法部長拉姆齊·克拉克給出了官方意見（萊爾德也遵循了此一意見），即只要萊爾德在加薪生效前加入內閣，就可以在1月3日至1月20日（尼克森上任時）宣誓就職並在新任期內任職，不會觸犯該條款。

### 关于其合宪的论点
解释该条款的一种方式是試圖揣摩立法者的立法宗旨。正如北卡罗来纳大学法学院教授邁克爾·格哈德（Michael Gerhardt）所言，「糾結點不是法律的文字是否被破坏了（它已经被破坏了），而是该条款的存在旨在避免的情況──「提名一名能够投票给自己加薪的国会议员的利益冲突」是否被避免了」。 这种法律论点的常用术语是 「净增加（net increases）」。保守派法律思想家布魯斯·費恩认为，「所谓的修复就完美符合该条款的立法宗旨」。
如果说薩克斯比修復是解决此一问题的办法，那么一个相关的事实是，自20世纪90年代以来，国会没有投票增加过任何内阁的工资或福利，国会通过法律以賦予总统透過行政命令全面调整薪資的權利。然而，「无资格条款」并没有区分通过立法增加薪酬和通过行政命令增加薪酬，1973年薩克斯比听证会期间，杜克大学法学院教授威廉·范·奧斯汀对此的解释可能是最宽松的，他认为无资格条款只适用于国会任期内设立的新职位，而不适用于所有现有职位的任命。

### 質疑
一旦国会批准减薪且被提名人得以上任，法律专家的结论是，在實例中，不太可能在法院成功地推翻某项任命。最有可能提出申诉的人是受到被提名人的所帶來不利影响的个人──例如被拒发护照的人。不太可能有人被认为有资格对任命提出异议。但自从合眾國訴「學生挑戰監管機構程序」（412 US 669）後，最高法院对得以提請訴訟者的要求变得越来越低。
事实已经证明，当一项有争议的任命没有采用固定的方式时，很难被承认为有资格。法院已经驳回了對雨果·布萊克法官（萊維特單方面判決）和阿布納·J·米克瓦法官的任命提出质疑的诉讼。在这两起案件中，法院都认为原告缺乏质疑该任命的资格。
在薩克斯比提名聽證會上提出的另一个论点是，宪法制宪者立下「无资格条款」是为了防止国会制定有利于成员的法律。任何薩克斯比修復案都是这样的法律，仅仅基于这一事实此行為就应该被予以否定。

### 案例
「無资格条款」在個案上有几个细微差别，决定了在特定情况下進行工资回退的必要性。
1. 它适用于那些已经实际就任的議員，而不是那些已经当选但尚未宣誓就職的議員。
2. 根据 「馬伯利訴麥迪遜案」，「任命」一詞是指在提名担任職務时，而不是在批准時。[64]虽然首席大法官約翰·馬歇爾表示，总统提名人選完全是出於自身意願的，但对其法定权力是有所限制的。[65]
3. 不能通过辞去国会职务来規避这一限制。在司法部长班傑明·H·布魯斯特的书面意见中，该条款适用于 「他当选的任期」，而非议员实际任职的时间。[66]
4. 根据合眾國诉哈特維爾案，「职务」是指被任命者行使权威性作用的职务。它不适用于临时性的、荣誉性的、咨询性的或临时性的职位。[67]
5. 根据「麦克莱恩诉合眾國案」，「薪酬」不仅指工资，还包括糧草和補給品等其他福利。[68]
6. 在林登·約翰遜和吉米·卡特两位总统的领导下，美国司法部認定，只要前国会议员是在加薪生效前被提名的，国会何时通过立法增加某项职务的待遇并不重要。[69]